# Концерт для фортепиано с оркестром № 1 (Прокофьев)
Концерт для фортепиано с оркестром № 1 ре-бемоль мажор, op. 10 — сочинение Сергея Прокофьева для симфонического оркестра и солирующего фортепиано, написанное в 1911—1912 годах.
Композитор приступил к сочинению концерта в 1911 году. Концерт является самым коротким из пяти полных фортепианных концертов автора и длится всего около четверти часа. Сочинение впервые было исполнено в Москве в 1912 году композитором в качестве пианиста с оркестром под управлением Константина Сараджева. Прокофьев позже писал, что Сараджев «прекрасно понял все мои темпы».
22 апреля 1914 года Прокофьев исполнил концерт на выпускном экзамене Петербургской консерватории и оказался победителем среди пяти лучших выпускников, участвовавших в конкурсе имени Антона Рубинштейна, получив премию за достижения в области исполнения фортепианных работ Санкт-Петербургской консерватории 18 мая 1914 года. 11 мая 1914 года Прокофьев повторно исполнил концерт на торжественном выпускном акте консерватории в сопровождении оркестра под управлением Н. Н. Черепнина.

## Структура
Концерт одночастный, но его можно условно разделить на три части следующим образом:
1. Allegro brioso — экспозиция (7—8 мин.)
2. Andante Assai — средний эпизод gis-moll (4—5 мин.)
3. Allegro Scherzando — разработка и реприза (4—5 мин.).

Общая продолжительность концерта составляет 16—20 минут.